# Alfred d'Huart
Alfred Julien Charles Marie Ghislain d'Huart (Achêne, 30 april 1839 - Brussel, 10 april 1927) was een Belgisch senator en burgemeester.

## Biografie

### Familie
Baron Alfred d'Huart was een zoon van baron Edouard d'Huart (1800-1884), lid van de Provinciale Staten van Luxemburg, lid van het Nationaal Congres, volksvertegenwoordiger, minister van Financiën, senator, gouverneur van Namen en minister van Staat, en Anne de Montpellier (1807-1906). Het huwelijk had het Château d'Onthaine in Achêne van de Montpelliers naar de d'Huarts doen overgaan.
Hij trouwde in 1863 in Sint-Lambrechts-Woluwe met Mathilde Malou (1843-1912), dochter van Jules Malou, advocaat, gouverneur van Antwerpen, volksvertegenwoordiger, senator, minister van Financiën en premier. Ze kregen drie zoons en vier dochters:
- Berthe d'Huart (1864-1937), trouwde in 1885 in Brussel met graaf Charles de Broqueville (1860-1940), premier, zoon van graaf Stanislas de Broqueville, provincieraadslid van Oost-Vlaanderen en Antwerpen. Ze kregen vijf zoons en een dochter, met afstammelingen tot heden.
- Fernand d'Huart (1866-1960), trouwde in 1891 in Brussel met Louise de Liedekerke de Pailhe (1868-1951). Ze kregen drie zoons en drie dochters, met afstammelingen tot heden.
- Albert d'Huart (1867-1937), advocaat, provincieraadslid van Namen, gemeenteraadslid van Sovet, volksvertegenwoordiger en senator, trouwde in 1891 in Elsene met Marie-Henriette de Spoelberch (1871-1953), kleindochter van Prosper de Kerchove de Denterghem. Ze kregen drie zoons en drie dochters, met afstammelingen tot heden.
- Marie d'Huart (1871-1963), trouwde in 1890 in Achêne met graaf Camille de Briey (1862-1944), industrieel, minister, gouverneur van Namen en volksvertegenwoordiger, zoon van graaf Albert de Briey, diplomaat en volksvertegenwoordiger. Ze kregen twee zoons en twee dochters, met afstammelingen tot heden.
- Mathilde d'Huart (1874-1961), trouwde in 1895 in Achêne met baron Ferdinand de Wykerslooth de Rooyesteyn (1869-1954), cavaleriemajoor, zoon van baron Émile de Wykerslooth de Rooyesteyn, luitenant-generaal van de cavalerie en vleugeladjudant van koning Leopold II. Ze kregen twee zoons en een dochter, met afstammelingen tot heden.
- Frédéric d'Huart (1877-1948), trouwde in 1903 in Brussel met Valentine de Woelmont (1884-1970), dochter van Arnold de Woelmont, burgemeester van Lives-sur-Meuse. Ze kregen twee zoons en twee dochters, met afstammelingen tot heden.

In 1842 was Alfred baron geworden door het uitbreiden van de titel op alle nakomelingen van Edouard d'Huart. Ten persoonlijke titel mocht hij zijn naam wijzigen in d'Huart Malou, in herinnering aan zijn schoonvader die zonder mannelijke afstammelingen was overleden.
Hij was een schoonbroer van graaf Adrien d'Oultremont, militair en volksvertegenwoordiger.

### Loopbaan
D'Huart studeerde rechten en politieke en administratieve wetenschappen aan de Katholieke Universiteit Leuven. 
In 1880 had hij net de vereiste leeftijd bereikt wanneer hij zijn vader opvolgde als katholiek senator voor het arrondissement Dinant. Hij zat in de senaat de commissies voor Binnenlandse Zaken en Onderwijs en de commissie voor Landbouw, Industrie en Handel voor. Hij vervulde het senatoriale mandaat tot in 1919 en werd toen opgevolgd door zijn zoon Albert.
Hij was provincieraadslid van Namen (1872-1880) en gemeenteraadslid (1870-1908), schepen (1872-1878) en burgemeester (1879-1908) van Sovet bij Ciney. Hij was in zijn gemeente voorzitter van het Bureau voor Weldadigheid en van de kerkfabriek van de parochiekerk Sint-Hubertus.
Hij werd ook opgenomen in raden van bestuur van grote vennootschappen. Zo was hij bestuurder van:
- Belgische Spoorwegen,
- Spoorweg Antwerpen-Rotterdam,
- Chemin de Fer Central-Aragon,
- Charbonnages du Nord de Charleroi,
- Mines d'Or de Cerrito (Brazilië),
- Société hypothécaire Belgo-Argentine.